# Корінне (Білогірський район)
Корінне́ (до 1948 — Ново́-Чемба́й, Яни́-Чемба́й, крим. Yañı Çembay) — село Білогірського району Автономної Республіки Крим.
Входить до складу Новогригорівської сільської ради.
Відстань від райцентру до населеного пункта становить 43 кілометрів по прямій.